# Els Seixos (Abella de la Conca)
Els Seixos és una partida rural del terme municipal d'Abella de la Conca, a la comarca del Pallars Jussà.
Estan situats al sud-oest de la vila d'Abella de la Conca, al nord-oest de Cal Benetó, a llevant de Cal Cap-roc i a migdia del lloc on hi havia hagut Cal Gassó. En els Seixos es troben la Cabana del Capvila i la del Paraire. Majoritàriament és a la dreta del riu d'Abella.
En els Seixos hi ha diverses cabanes, com la del Rito.
Està format per les parcel·les 60 a 62, 322, 325, 327 a 337, 352, 354 a 358, 360 a 363, 371, 443 a 444 i 453 del polígon 1; consta de 59,3211 hectàrees amb tota mena de terrenys, però amb predomini de conreus de secà i ametllerars.

## Etimologia
Segons Joan Coromines, un sas o un seix és un planell allargat en forma de terrassa, no àrida ni fèrtil, sovint amb conreus magres i coberta de matolls, que sovint solia estar plantat de vinya. Procedeix d'un ètim preromà, sasso-, emparentat amb una arrel indoeuropea, sasio-, que apareix associada al color gris.